# William Marsden (Sportschütze)
William Baines Marsden (* 24. November 1860 in Southport; † 10. Mai 1942 in Sleaford) war ein britischer Sportschütze.

## Erfolge
William Marsden nahm an den Olympischen Spielen 1908 in London mit dem Kleinkalibergewehr in der Einzelkonkurrenz auf das bewegliche Ziel teil. Er war einer von vier Schützen, die mit 24 Punkten das beste Resultat des Wettbewerbs erzielten. Nach Auswertung der Ziele wurde John Fleming zum Olympiasieger erklärt, während Marsden hinter Maurice Matthews auf dem dritten Platz gewertet wurde und damit die Bronzemedaille gewann.